# Ion N. Socolescu
Ion N. Socolescu (n. 17 ianuarie 1856, Ploiești – d. 1924) a fost un  arhitect român.

## Biografie
Ion Socolescu s-a născut la Ploiești. A fost fiul lui Nicolae G. Socolescu, arhitect. A urmat liceul la Ploiești, apoi ingineria la Școala de Drumuri și Poduri din București (1877), după care a studiat arhitectura la „Școala de Arte frumoase” de la Paris (1879-1883). A mai studiat și la Roma. A pus bazele societății arhitecților români și a fost președintele ei. În 1890 a înființat revista „Analele arhitecturii și ale Artelor cu care se leagă”. În 1892, împreună cu S. Sterian și pe propria cheltuială, prima școală de arhitectură românească.
Ion N. Socolescu este unul dintre cei mai buni reprezentanți ai școlii românești de arhitectură modernă. Folosind repertoriul de forme al academismului francez, stilul său se caracterizează prin claritate și monumentalitate, un exemplu în acest sens fiind clădirea fostului Palat de Justiție din Craiova, astăzi sediul central al Universității din Craiova.